# دوک‌نشین مجمع‌الجزایر
دوک‌نشین مجمع‌الجزایر (به لاتین: Duchy of the Archipelago) یک کشور سابق، دوک‌نشین و دولت متکی در یونان است که در بالکان واقع شده‌است. این قلمرو توسط خاندان سانودو که شامل اکثر سیکلادها می‌شد، تشکیل شد. در سال ۱۳۸۳، این دوک‌نشین تحت حاکمیت خاندان کریسپو درآمد و در سال ۱۵۳۷ مبدل به قلمرو تابع عثمانی شد اما سرانجام در سال ۱۵۷۹ به خاک عثمانی ضمیمه شد.